# Église Saint-Pierre de Bondy
Pour les articles homonymes, voir Église Saint-Pierre.
L'église Saint-Pierre est une église située 75-89 rue Jules-Guesde à Bondy, dans le département de la Seine-Saint-Denis et en région Île-de-France, et affectée au culte catholique ; elle fait partie de la paroisse de Bondy au sein du diocèse de Saint-Denis. C'est un édifice de style architectural néo-gothique.

## Histoire

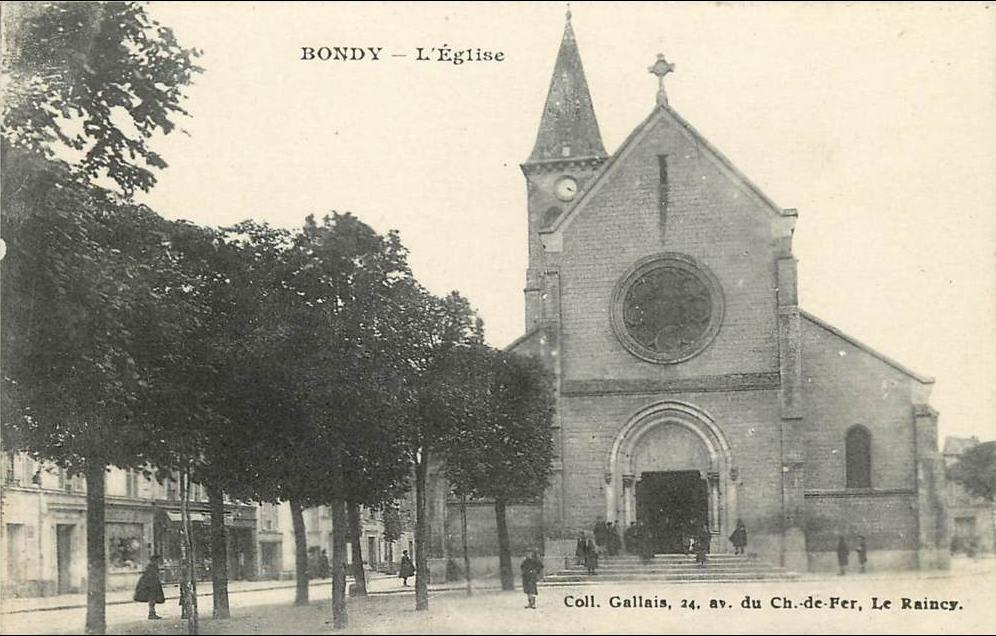
L'église, place de la Division-Leclerc.

En 2007, des recherches archéologiques ont révélé qu'à cet endroit se trouve une nécropole gallo-romaine et mérovingienne dont de nombreux sarcophages ont été retrouvés.
Près de 600 tombes allant de la période gallo-romaine à l’époque carolingienne y ont été découvertes.
Une communauté monastique est attestée à Bondy vers l'an 700. En 1088, l'église est placée sous l'autorité de l'abbaye Saint-Martin-des-Champs.
Cet édifice est donc le fruit de nombreuses reconstructions. Après au moins un bâtiment initial, elle semble rebâtie au XIVe ou au XVe siècle, à nouveau en 1750-1752.
L’abbé Jean Lebeuf y a remarqué une pierre tombale du XVIe siècle, toujours en place, et retranscrite par Ferdinand de Guilhermy en 1877: "Cy gist noble Clément Raison, en son vivant chevalier, seigneur en partie de Bondis et gouverneur pour le Roi en sa ville de Monmédy au duché de Luxembourg, qui trespassa le IIIIe jour de Mars 1556 et demoiselle Honorine de Beauvais, laquelle trespassa le... Priez Dieu pour eux".
Elle est très lourdement endommagée pendant la guerre de 1870, et totalement reconstruite en 1875-1876, selon un plan orienté au sud.

## Description

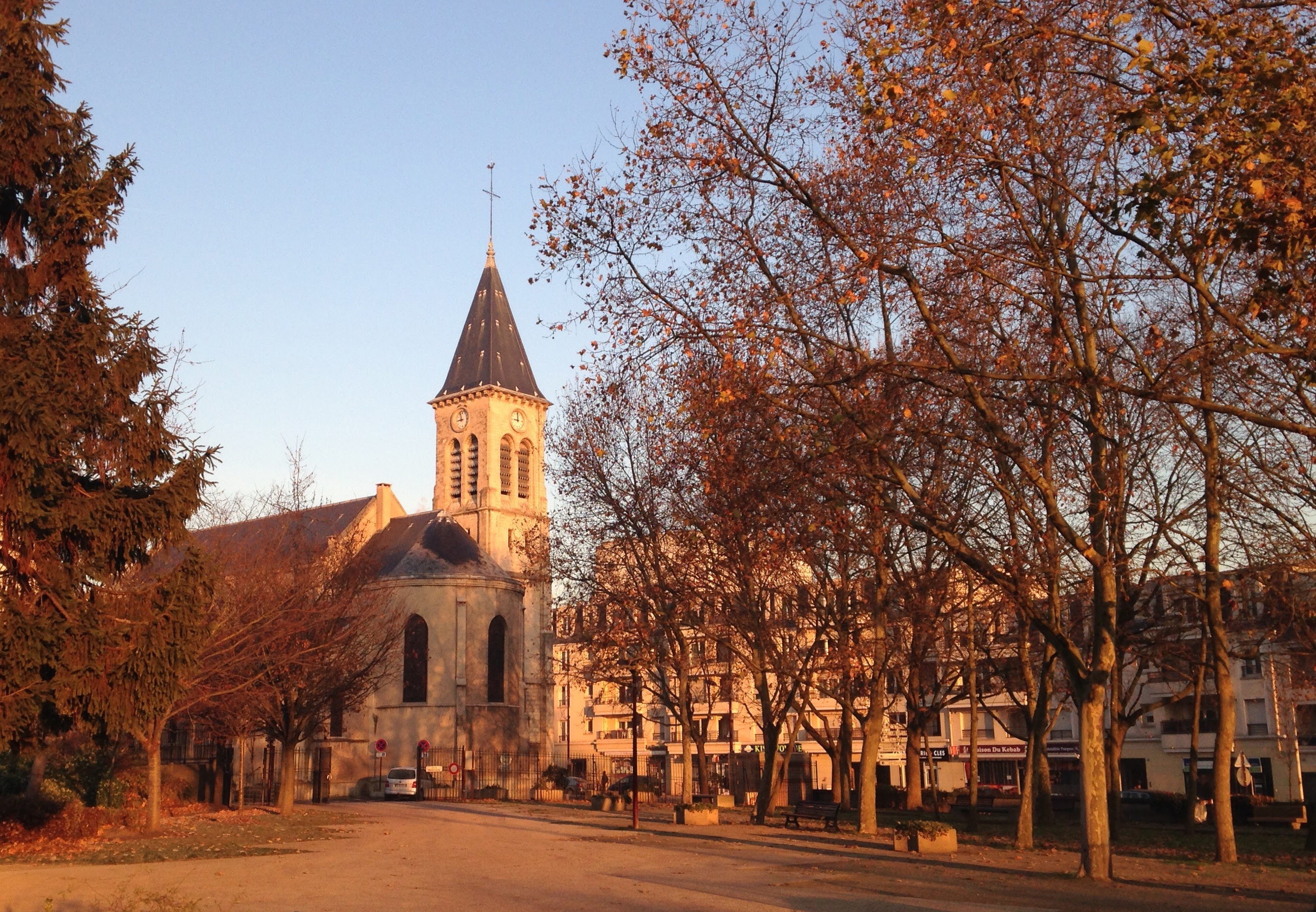
L'église vue du parc de la mairie.

Ce bâtiment est fait de bas-côtés et d'une nef principale, couverte d'une toiture à deux pans. Le clocher est de base carrée.
La statuaire date de la fin du XIXe siècle, ainsi qu'un lustre venant de la cristallerie de Saint-Louis.
En 1823, à la suite du décret Impérial sur les sépultures promulgué le 12 juin 1804 par Napoléon Bonaparte à Saint-Cloud, qui établit que les tombes doivent être mises en dehors de la muraille de la ville, le cimetière qui se trouvait autour de l'église depuis les origines, est transféré vers le cimetière communal de Bondy, situé avenue Henri-Barbusse.
Le début du XXIe siècle voit naître un nouvel intérêt pour le patrimoine architectural de la ville : le parvis de l'église est complétement réaménagé en 2018. L'extérieur de l'église, ainsi que la place de la Division-Leclerc, ancienne place de l'Église, sont rénovés en 2019 par la mairie de Bondy.